# Passiflora picturata
Passiflora picturata är en passionsblomsväxtart som beskrevs av Ker-gawl.. Passiflora picturata ingår i släktet passionsblommor, och familjen passionsblomsväxter. Inga underarter finns listade i Catalogue of Life.

## Bildgalleri

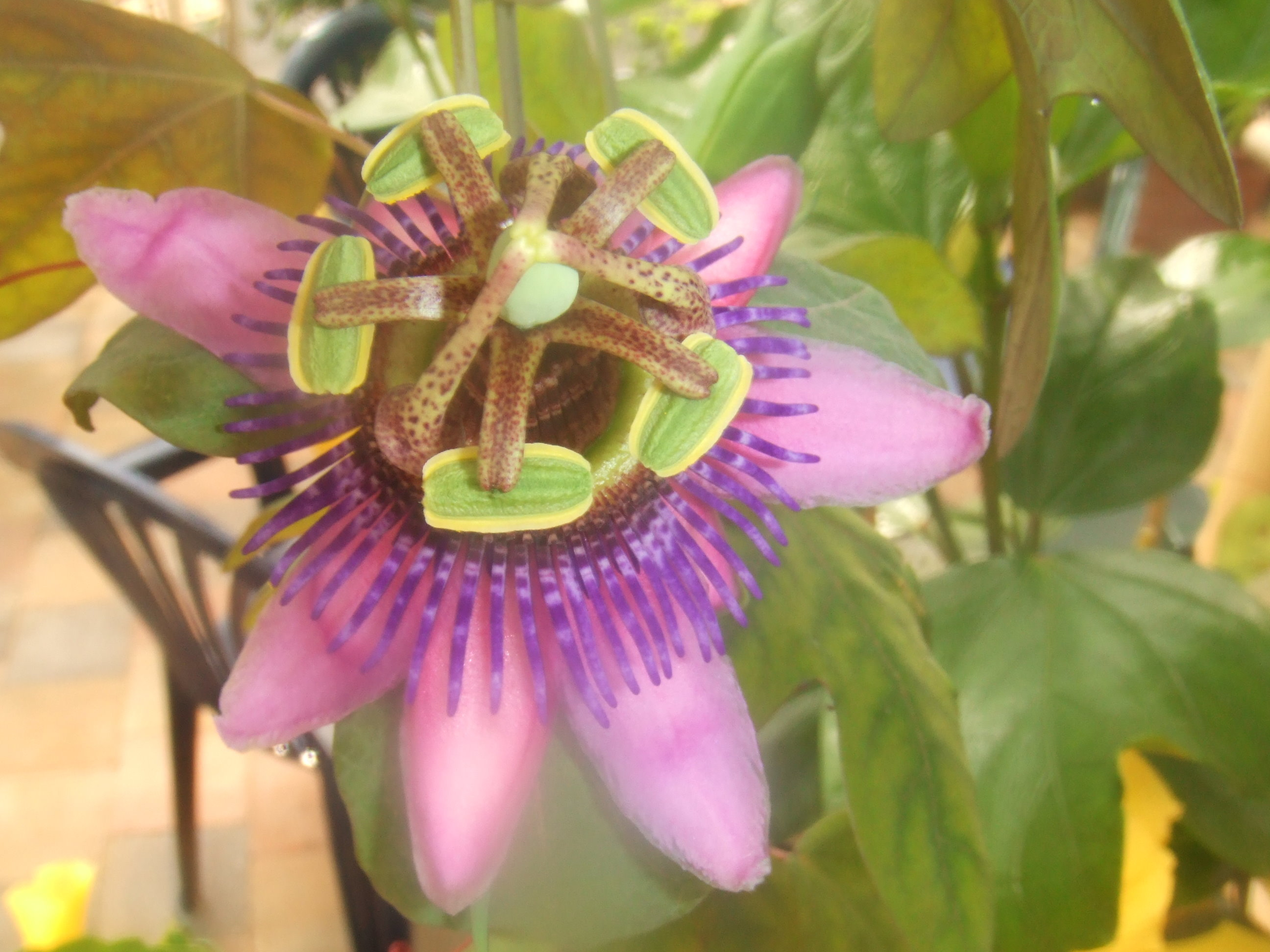
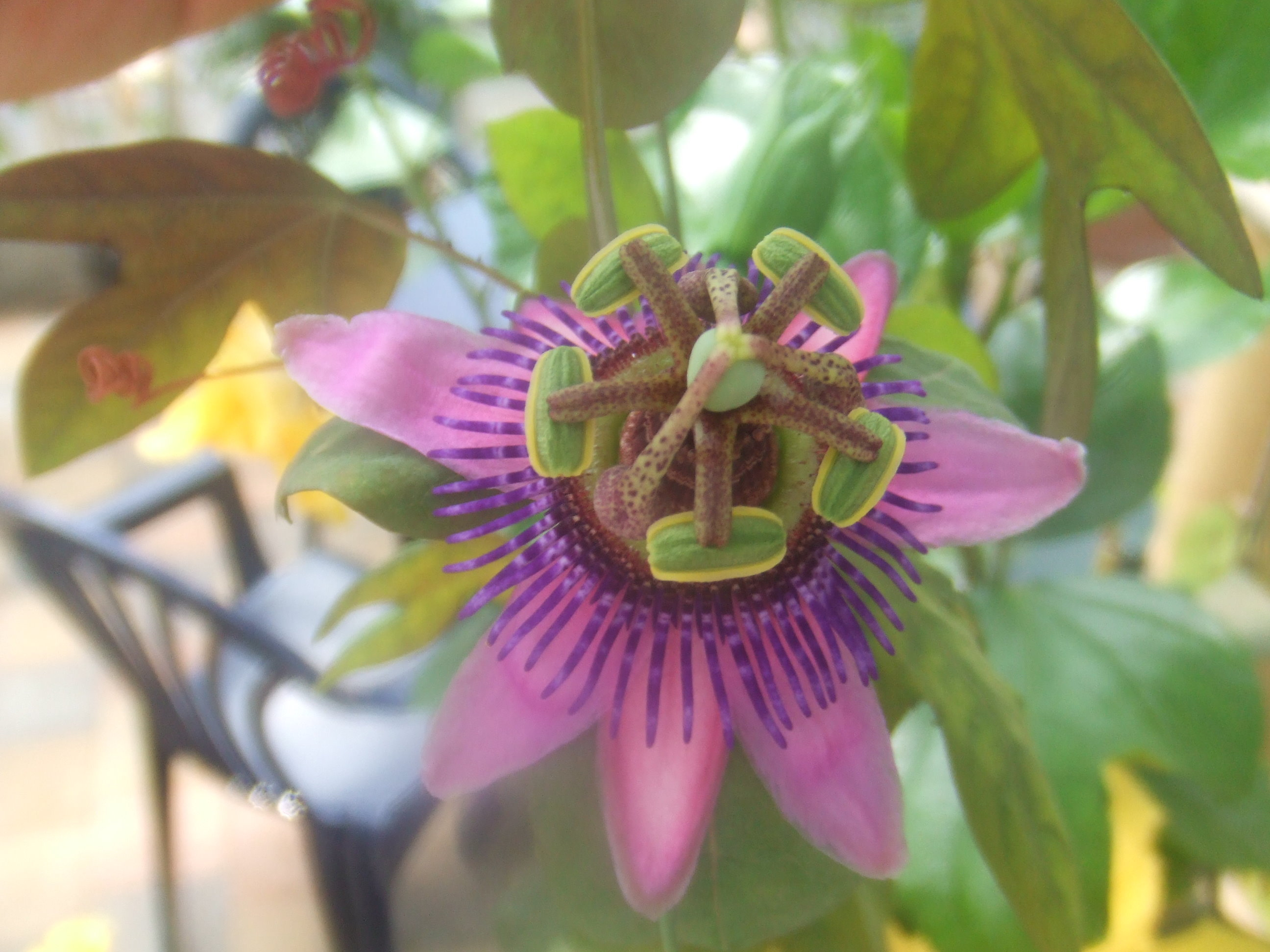
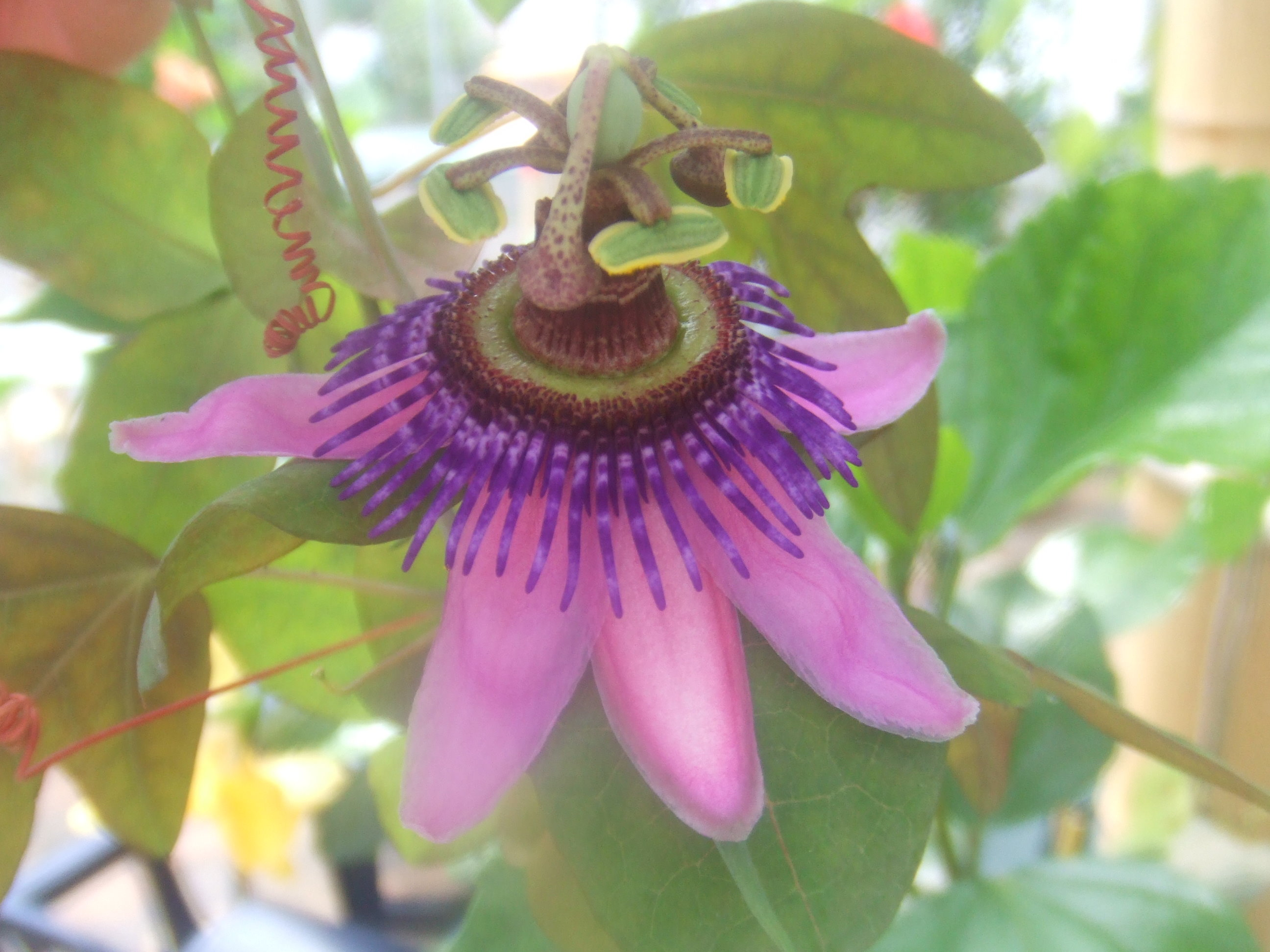